# Замлиння
Замли́ння — село у Вишнівській сільській громаді Ковельського району Волинської області. Населення становить 233 особи.

## Населення
Згідно з переписом УРСР 1989 року чисельність наявного населення села становила 317 осіб, з яких 159 чоловіків та 158 жінок.
За переписом населення України 2001 року в селі мешкали 233 особи.

### Мова
Розподіл населення за рідною мовою за даними перепису 2001 року:
| Мова       | Відсоток |
| ---------- | -------- |
| українська | 98,71 %  |
| російська  | 1,29 %   |

## Історія
До 19 травня 2017 року село входило до складу Штунської сільської ради Любомльського району Волинської області.